# Сосновка (Полтавский район)
Сосновка (укр. Соснівка) — село,
Ковалевский сельский совет,
Полтавский район,
Полтавская область,
Украина.
Код КОАТУУ — 5324081911. Население по переписи 2001 года составляло 35 человек.

## Географическое положение
Село Сосновка находится на левом берегу реки Коломак, выше по течению на расстоянии в 1 км расположено село Верхолы, ниже по течению на расстоянии в 1 км расположено село Андрушки, на противоположном берегу — город Полтава.

## История
В 1946 году указом ПВС УССР село Мандовка переименовано в Сосновку.